# Sundbyvesterkredsen
Sundbyvesterkredsen er fra 2007 en opstillingskreds i Københavns Storkreds. Ved Strukturreformens ikrafttræden i 2007 blev Sundbyvesterkredsen dannet af afstemningsområderne: 2. Vest (Islands Brygge), 2. Øst og 2. Syd (Amager Fælled), i den nedlagte Christianshavn-kreds samt afstemningsområdet: 4. Vest, i den nedlagte Sundby-kreds. Alle beliggende i Søndre Storkreds.
I Folketingsvalget 15. September 2011 var der 41.247 stemmeberettigede i kredsen, 35.016 Afgivne stemmer hvilket gav en stemmeprocent på 84.89% 

## Afstemningsområder[2]
- 2. Sundbyvester

Højdevangens Skole, Grønløkkevej 1
- 2. Nord

Amager Fælled Skole, Sundholmsvej 2A
- 2. Syd

Dyvekeskolen, Remisevej 16
- 2. Vest

Skolen på Islands Brygge, Artillerivej 57

## Resultat Folketingsvalg 2011
|     | Parti                            | Stemmetal | Procent |
| --- | -------------------------------- | --------- | ------- |
| A   | Socialdemokratiet                | 6645      | 19.2    |
| B   | Radikale Venstre                 | 5747      | 16.6    |
| C   | Det Konservative Folkeparti      | 1574      | 4.5     |
| F   | SF - Socialistisk Folkeparti     | 4293      | 12.4    |
| I   | Liberal Alliance                 | 2269      | 6.6     |
| K   | Kristendemokraterne              | 76        | 0.2     |
| O   | Dansk Folkeparti                 | 3091      | 8.9     |
| V   | Venstre, Danmarks Liberale Parti | 5343      | 15.4    |
| Ø   | Enhedslisten - De Rød-Grønne     | 5545      | 16.0    |
| UP1 | Tom Gillesberg                   | 9         | 0.0     |
| UP2 | Klaus Trier Tuxen                | 16        | 0.0     |
| UP3 | Morten Versner                   | 1         | 0.0     |
| UP4 | Mads Vestergaard                 | 5         | 0.0     |
| UP5 | John Erik Wagner                 | 7         | 0.0     |
| UP6 | Per Zimmermann                   | 0         | 0.0     |
|     | Øvrige stemmer fra forrige valg  | 0         | 0.0     |
|     | I alt gyldige stemmer            | 34621     | 99.8    |
|     | Blanke stemmer                   | 232       | 0       |
|     | Ugyldige stemmer                 | 0         | 0       |

## Folketingskandidater pr. 25/11-2018
| Liste | Parti                       | Kandidat | Bemærk                                                           |
| ----- | --------------------------- | --- | ---------------------------------------------------------------- |
| A     | Socialdemokratiet           | Verner Sand Kirk |                                                                  |
| B     | Radikale Venstre            | Sophie Danneris |                                                                  |
| C     | Det Konservative Folkeparti | Helle Bonnesen |                                                                  |
| D     | Nye Borgerlige              | |                                                                  |
| F     | Socialistisk Folkeparti     | |                                                                  |
| I     | Liberal Alliance            | |                                                                  |
| O     | Dansk Folkeparti            | Paw Karlslund |                                                                  |
| V     | Venstre                     | MF Anne Rasmussen |                                                                  |
| Ø     | Enhedslisten                | Michael Neumann |                                                                  |
| Å     | Alternativet                | Uffe Elbæk, Carolina Magdalena Maier, Kåre Traberg Smidt, Jan Kristoffersen, Asbjørn William Ammitzbøll Flügge, Henrik Marstal, Jonathan Ries, Nina Svane-Mikkelsen, Shahzad Riaz, Rolf Bjerre, Mette Rose Nielsen | Er opstillet i samtlige opstillingskredse i Københavns Storkreds |